# Matthew Morison
Matthew Morison (ur. 9 kwietnia 1987 w Burketon Station) – kanadyjski snowboardzista, brązowy medalista mistrzostw świata.

## Kariera
Po raz pierwszy na arenie międzynarodowej pojawił się 25 stycznia 2003 roku w Blue Mountain, gdzie w zawodach Nor-Am Cup zajął 10. miejsce w gigancie równoległym (PGS). W 2005 roku wystartował na mistrzostwach świata juniorów w Zermatt, gdzie był piąty w tej konkurencji. Jeszcze dwukrotnie startował w zawodach tego cyklu, najlepsze wyniki osiągając podczas mistrzostw świata juniorów w Bad Gastein w 2007 roku, gdzie zdobył złoty medal w slalomie równoległym (PSL) i srebrny w PGS.
W zawodach Pucharu Świata zadebiutował 17 grudnia 2005 roku w Le Relais, zajmując 30. miejsce w gigancie równoległym. Tym samym już w swoim debiucie zdobył pierwsze pucharowe punkty. Na podium zawodów tego cyklu po raz pierwszy stanął 28 stycznia 2007 roku w Nendaz, kończąc rywalizację w PSL na trzeciej pozycji. Wyprzedzili go tylko Simon Schoch ze Szwajcarii i Francuz Mathieu Bozzetto. Łącznie trzynaście razy stawał na podium zawodów PŚ, odnosząc przy tym cztery zwycięstwa. Najlepsze wyniki osiągnął w sezonie 2007/2008, kiedy to zajął 6. miejsce w klasyfikacji generalnej, a w klasyfikacji PAR był czwarty.
Największy sukces w karierze osiągnął w 2009 roku, kiedy zdobył brązowy medal w gigancie równoległym na mistrzostwach świata w Gangwon. W zawodach tych lepsi okazali się jedynie jego rodak, Jasey-Jay Anderson i Francuz Sylvain Dufour. Był też między innymi siódmy w slalomie równoległym podczas mistrzostw świata w La Molinie w 2011 roku. Rok wcześniej wystąpił na igrzyskach olimpijskich w Vancouver, gdzie był jedenasty w PGS. Brał też udział w igrzyskach w Soczi w 2014 roku, gdzie w PGS był piętnasty, a w PSL rywalizację ukończył na osiemnastym miejscu.
W 2014 roku zakończył karierę.

## Osiągnięcia

### Igrzyska olimpijskie
| Miejsce | Dzień     | Rok  | Miejscowość | Konkurencja       | Zwycięzca          |
| ------- | --------- | ---- | ----------- | ----------------- | ------------------ |
| 11.     | 27 lutego | 2010 | Vancouver   | Gigant równoległy | Jasey-Jay Anderson |
| 16.     | 19 lutego | 2014 | Soczi       | Gigant równoległy | Vic Wild           |
| 18.     | 22 lutego | 2014 | Soczi       | Slalom równoległy | Vic Wild           |

### Mistrzostwa świata
| Miejsce | Dzień       | Rok  | Miejscowość | Konkurencja       | Zwycięzca          |
| ------- | ----------- | ---- | ----------- | ----------------- | ------------------ |
| 12.     | 16 stycznia | 2007 | Arosa       | Gigant równoległy | Rok Flander        |
| 10.     | 17 stycznia | 2007 | Arosa       | Slalom równoległy | Simon Schoch       |
| 3.      | 20 stycznia | 2009 | Gangwon     | Gigant równoległy | Jasey-Jay Anderson |
| 8.      | 21 stycznia | 2009 | Gangwon     | Slalom równoległy | Benjamin Karl      |
| DSQ     | 19 stycznia | 2011 | La Molina   | Gigant równoległy | Benjamin Karl      |
| 7.      | 21 stycznia | 2011 | La Molina   | Slalom równoległy | Benjamin Karl      |
| 19.     | 25 stycznia | 2013 | Stoneham    | Gigant równoległy | Benjamin Karl      |
| 15.     | 27 stycznia | 2013 | Stoneham    | Slalom równoległy | Rok Marguč         |

### Puchar Świata

#### Miejsca w klasyfikacji generalnej
- sezon 2005/2006: 277.
- sezon 2006/2007: 10.
- sezon 2007/2008: 6.
- sezon 2008/2009: 9.
- sezon 2009/2010: 25.
  - PAR[2]
- sezon 2010/2011: 29
- sezon 2011/2012: 21.
- sezon 2012/2013: 14.
- sezon 2013/2014: 16.

#### Zwycięstwa w zawodach
1. Furano – 16 lutego 2007 (gigant równoległy)
2. Valmalenco – 15 marca 2008 (gigant równoległy)
3. Limone Piemonte – 14 grudnia 2008 (gigant równoległy)
4. Telluride – 15 grudnia 2009 (gigant równoległy)

#### Pozostałe miejsca na podium w zawodach
1. Nendaz – 28 stycznia 2007 (slalom równoległy) - 3. miejsce
2. Szukołowo – 9 lutego 2007 (slalom równoległy) - 2. miejsce
3. Limone Piemonte – 8 grudnia 2007 (gigant równoległy) - 3. miejsce
4. Gujō – 24 lutego 2008 (gigant równoległy) - 3. miejsce
5. Stoneham – 8 marca 2008 (gigant równoległy) - 3. miejsce
6. Bayrischzell – 31 stycznia 2009 (gigant równoległy) - 2. miejsce
7. La Molina – 21 marca 2010 (gigant równoległy) - 2. miejsce
8. Stoneham – 20 lutego 2011 (gigant równoległy) - 3. miejsce
9. Arosa – 10 marca 2013 (gigant równoległy) - 2. miejsce

- W sumie 4 zwycięstwa, 4 drugie i 5 trzecich miejsc.